# Inicjatywa Feministyczna (Polska)
Inicjatywa Feministyczna (IF) – polska partia polityczna zarejestrowana 11 stycznia 2007 orzeczeniem Sądu Okręgowego w Warszawie. Do 27 sierpnia 2016 działała jako Partia Kobiet. Jej powstanie poprzedził ruch społeczny zwany „Polska jest kobietą”, który rozpoczął się od opublikowania w „Przekroju” manifestu napisanego przez Manuelę Gretkowską. Rozwiązała się 19 stycznia 2020. Po rozwiązaniu partii jej środowisko w pewnym stopniu kontynuowało działalność. W 2022 nawiązało współpracę z PPS i partiami lewicy pozaparlamentarnej (UP, SDPL, WiR). Formalnie IF została wyrejestrowana przez Sąd Okręgowy w Warszawie 19 grudnia 2022.
Partia ogłosiła deklarację programową 12 lutego 2007. Jej postulaty dotyczyły głównie praw kobiet. Nie określiła się jako partia prawicowa lub lewicowa, lecz zadeklarowała, że chce być ponad podziałami ideologicznymi. Jej postulaty programowe były jednak w znacznej części lewicowe, istniał również nurt liberalny.

## Postulaty
- opieka medyczna nad kobietami, zwłaszcza w okresie ciąży i porodu
- przywrócenie funduszu alimentacyjnego
- zlikwidowanie dużych domów dziecka na rzecz rodzinnych domów dziecka
- zaostrzenie kar w przypadku maltretowania kobiet, zgwałcenia, zmuszania do prostytucji
- polityka prorodzinna
- opieka nad samotnymi matkami
- refundacja środków antykoncepcyjnych i leczenia niepłodności
- możliwość samostanowienia w kwestiach planowania rodziny (legalizacja aborcji)

## Działacze partii
Założycielami Partii Kobiet byli Manuela Gretkowska, Ilona Kanclerz, Lidia Popiel i Wiktor Osiatyński. Mentorką i konsultantką była Małgorzata Marczewska.
Partia Kobiet w marcu 2009 liczyła około 2000 członków. Do ugrupowania przystąpiła między innymi Kayah.

### Przewodniczące
- od lutego 2007 do października 2007 – Manuela Gretkowska
- od października 2007 do 21 marca 2010 – Anna Kornacka
- od 21 marca 2010 do lipca 2012 – Iwona Piątek
- od lipca 2012 do 1 grudnia 2012 – Małgorzata Bielawska
- od 1 grudnia 2012 do 27 sierpnia 2016 – Iwona Piątek
- od 27 sierpnia 2016 do 22 lutego 2018 – Elżbieta Jachlewska

Pozastatutowy tytuł honorowej przewodniczącej Partii Kobiet przyznano Manueli Gretkowskiej po ustąpieniu jej z funkcji przewodniczącej.

#### Rada Liderska
Po zarejestrowaniu 22 lutego 2018 przez sąd zmian w statucie przyjętych na VII Zjeździe partii 27 sierpnia 2016, kierowała nią Rada Liderska, złożona z trzech równoprawnych liderek. W skład Rady Liderskiej wchodziły Elżbieta Jachlewska, Iwona Piątek i Katarzyna Kądziela.

## Udział w wyborach

### Wybory parlamentarne w 2007

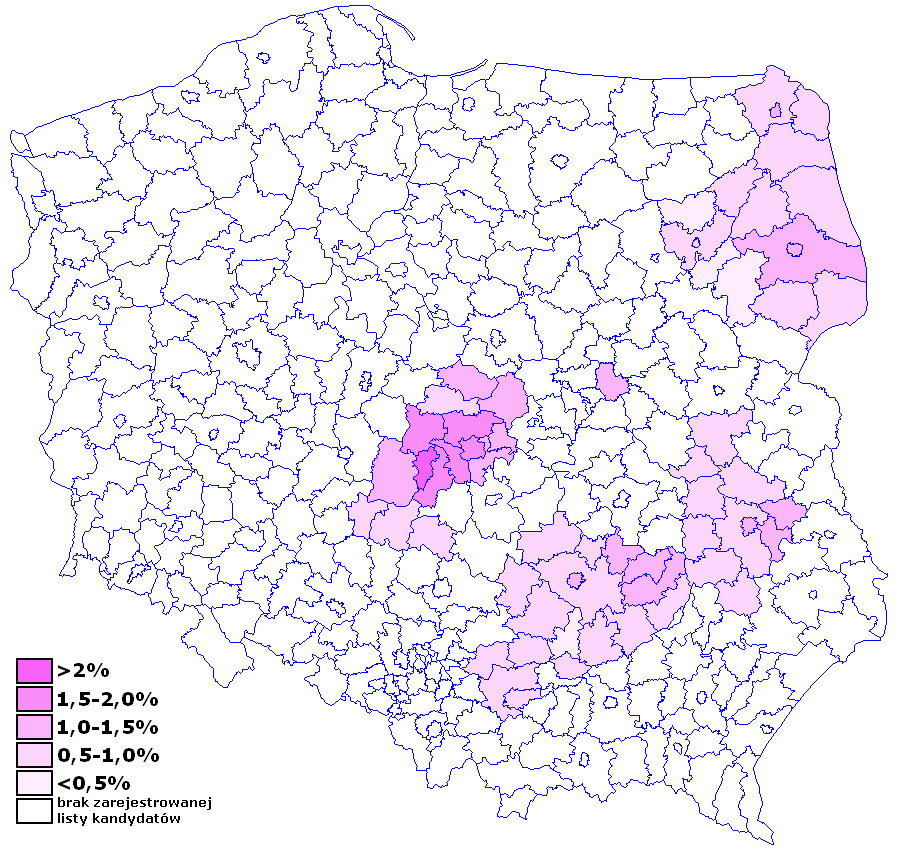
Wynik wyborczy Partii Kobiet w 2007 w poszczególnych powiatach

W przyspieszonych wyborach parlamentarnych w 2007 Partia Kobiet zarejestrowała listy wyborcze w 7 z 41 okręgów wyborczych i nie przekroczyła w głosowaniu do Sejmu progu wyborczego, uzyskując 45 121 głosów (0,28% w skali kraju).
Najwyższe poparcie PK zanotowała w gminie Bodzechów – 2,74%, zaś najniższe w gminie Turośl – 1 głos (0,06%).

### Wybory do Parlamentu Europejskiego w 2009
W wyborach do PE Partia Kobiet zamierzała wystartować samodzielnie, jednak nie udało jej się zarejestrować list wyborczych. Według TVP Info partia poparła kandydatów, których działalność jest bliska jej ideom, m.in. Joannę Senyszyn (SLD), Danutę Hübner (lista PO), Dariusza Szweda (Zieloni 2004 w koalicji Porozumienie dla Przyszłości) i Macieja Kopcia (PiS).

### Wybory prezydenckie w 2010
W wyborach prezydenckich w 2010 Partia Kobiet udzieliła poparcia szefowi SLD Grzegorzowi Napieralskiemu. W II turze PK nie udzieliła poparcia żadnemu z kandydatów.

### Wybory samorządowe w 2010
14 listopada 2009 podczas drugiego zjazdu Partii Kobiet założycielka ugrupowania Manuela Gretkowska i przewodniczący Stronnictwa Demokratycznego Paweł Piskorski ogłosili stworzenie wspólnego programu i zapowiedzieli, że będą chcieli stworzyć komitet koalicyjny, który w 2010 mógłby wystartować w wyborach samorządowych, a potem parlamentarnych. Zarząd Partii Kobiet jednak nie zatwierdził zmian i nie potwierdził założenia komitetu koalicyjnego. Ugrupowanie podjęło później współpracę z Sojuszem Lewicy Demokratycznej. W efekcie kandydaci Partii Kobiet startowali z list SLD oraz z komitetów lokalnych. PK udało się zdobyć jeden mandat w radzie dzielnicy Mokotów – przypadł on startującej z ramienia SLD Izabeli Stawickiej.

### Wybory parlamentarne w 2011
Przed wyborami parlamentarnymi w 2011 Partia Kobiet ponownie zawarła porozumienie w sprawie startu z list SLD. Żadna z jej kandydatek nie uzyskała mandatu poselskiego. Łącznie kandydatki ugrupowania uzyskały ponad 12 tys. głosów (0,082% w skali kraju).

### Wybory do Parlamentu Europejskiego w 2014
W wyborach do Parlamentu Europejskiego w 2014 Partia Kobiet startowała z list komitetu wyborczego Partii Zieloni (zarejestrował on listy w 5 z 13 okręgów), z list którego startowały również Polska Partia Socjalistyczna i Młodzi Socjaliści. Komitet uzyskał 0,32% głosów. Na członków Partii Kobiet oddano łącznie 2581 głosów (0,036% w skali kraju).

### Wybory samorządowe w 2014
W wyborach samorządowych w 2014 osoby związane z Partią Kobiet startowały z różnych list, m.in. Barbara Bielawska z listy SLD Lewica Razem do Sejmiku Województwa Małopolskiego oraz osoby startujące do Rady Miasta Krakowa z list komitetu Łukasza Gibały.

### Wybory prezydenckie w 2015
W wyborach prezydenckich w 2015 Partia Kobiet zdecydowała się wystawić kandydaturę swojej przewodniczącej Iwony Piątek, która jednak nie zebrała wymaganej liczby podpisów. W związku tym partia udzieliła poparcia Pawłowi Tanajnie z Demokracji Bezpośredniej.

### Wybory parlamentarne w 2015
W wyborach parlamentarnych w 2015 jedna z liderek partii Elżbieta Jachlewska bez powodzenia kandydowała do Sejmu z listy Nowoczesnej.

### Wybory samorządowe w 2018
Przed wyborami samorządowymi w 2018 IF została jednym z sygnatariuszy reaktywowanej koalicji SLD Lewica Razem. Formalnie nie weszła jednak w jej skład, a w wyborach w Gdańsku startowała z ramienia konkurencyjnego komitetu stowarzyszenia Jolanty Banach Lepszy Gdańsk (wraz z Zielonymi, RSS i Inicjatywą Polską, przy poparciu Roberta Biedronia). Liderka IF Elżbieta Jachlewska była jego kandydatką na prezydenta miasta, zajmując z wynikiem niespełna 2% głosów 5. miejsce spośród 7 kandydatów (w II turze poparła Pawła Adamowicza).

### Wybory do Parlamentu Europejskiego w 2019
W wyborach do Parlamentu Europejskiego w 2019 liderka IF Elżbieta Jachlewska była kandydatką z rekomendacji SLD na liście Koalicji Europejskiej, w skład której IF weszła.

### Wybory parlamentarne w 2019
Przed wyborami parlamentarnymi w 2019 IF początkowo porozumiała się w sprawie startu z list SLD (tworzącego nieformalną koalicję Lewica z m.in. Wiosną i Lewicą Razem), jednak wycofała się z tego sojuszu i nie udzieliła nikomu oficjalnego poparcia.